# Oldřich Vlasák
Oldřich Vlasák (n. 26 noiembrie 1955, Hradec Králové, Hradec Králové Region⁠(d), Cehoslovacia – d. 12 octombrie 2024) a fost un om politic ceh, membru al Parlamentului European în perioada 2004-2014 din partea Cehiei.